# Dorthe
Dorthe ist eine dänische Nebenform des aus dem griechischen stammenden Namens Dorothea, der Gottesgeschenk bedeutet.

## Bekannte Namensträgerinnen
- Dorthe Andersen (* 1968), dänische Sängerin und TV-Moderatorin
- Dorthe Holm (* 1972), dänische olympische Curlerin
- Dorte Kjær (* 1964), dänische Badmintonspielerin
- Dorthe Kollo (* 1947), dänisch-deutsche Schlagersängerin
- Dorthe Kristoffersen (1906–1976), grönländische Künstlerin
- Dorthe Landschulz (* 1976), deutsche Cartoonistin und Illustratorin
- Dorthe Nors (* 1970), dänische Schriftstellerin